# 邝师虔
邝师虔，生卒年不詳，籍贯不詳，唐朝文德元年（888年）时代政治人物。

## 簡歷
据《舊唐書》卷第一百八十二记载：邝师虔为高骈的故吏，为唐朝文德元年（888年）时代的人，高骈与兒、侄、孫均亡，後故吏鄺師虔将其收葬之。